# Marta von Meyenburg
Marta von Meyenburg (Dresden, 10 november 1882 - Oberrieden, 10 maart 1972) was een Zwitserse feminste.

## Biografie
Marta von Meyenburg was een dochter van Viktor von Meyenburg, een beeldhouwer, en van Konstanze von May, de dochter van een advocaat. Ze was een achterkleinkind van Hans Caspar Escher. Na haar opleiding aan de verpleegstersschool van Zürich, zette ze zich in voor de weeskinderen in deze stad. Vanaf 1910 gaf ze cursussen aan maatschappelijk werkers. Met Maria Fierz richtte ze in Zürich een sociale school voor vrouwen op, waarvan ze de eerste directrice zou zijn. Ze werkte er van 1921 tot 1934 een professionele opleiding uit voor maatschappelijk werkers. In 1914 was ze tevens medeoprichtster en tot 1947 ook lid van de raad van bestuur van de Zürichse Vrouwencentrale. Daarnaast was ze van 1934 tot 1957 lid van de raad van bestur van de Zwitserse verpleegstersschool in Zürich.

## Onderscheidingen
- Doctor honoris causa aan de Universiteit van Zürich (1945)

## Werken
- (de)  "Erlebte Wandlungen in sozialer Frauenarbeit" in Büttiker, C., Frauen der Tat 1850-1950, 1951, 106-126.

- Gemeinsame Normdatei: 1062530047
- Historisch woordenboek van Zwitserland: 009355
- Virtual International Authority File: 311726347